# Iranska Pro Liga 2005./06.

## Iran

### Konačna ljestvica
Konačna ljestvica Iranske premijer lige za sezonu 2005/06.
```
                       Utak.  Pb  N   Pz   Ps:Pr  Bod.
 1.
Esteghlal Teheran
     30   16  11  03   44:17   59
 2.
Pas Teheran
           30   16  10  04   54:29   58 
 3.
Saipa Teheran
         30   13  13  04   41:21   52
 4.
Saba Battery Teheran
  30   13  11  06   35:31   50
 5.
Abu Muslem Mashhad
    30   12  10  08   31:23   46
 6.
Zob Ahan Isfahan
      30   12  12  09   41:30   45
 7.
Sepahan Isfahan
       30   12  07  11   37:32   43
 8.
Foolad Ahvaz
          30   11  08  11   30:41   41
 9.
Persepolis Teheran
    30   09  11  10   39:41   38
10.
Fajre Sepasi
          30   08  12  10   27:32   36
11.
Malavan Anzali
        30   10  06  14   29:38   36  
12.
Esteghlal Ahvaz
       30   09  08  13   42:44   35
13.
Rah Ahan Teheran
      30   09  07  14   27:43   34
14.
Bargh Shiraz
          30   06  10  14   20:37   28
15.
Shemushack Noshahr
    30   04  11  15   19:39   23
16.
Shahid Ghandi Yazd
    30   04  07  19   21:43   19
```

```
Iranski nogometni prvaci    : Esteghlal
Ispali iz lige              : Shemushack Noshahr, Shahid Ghandi
Plasirali se iz niže lige   : 
Paykan
, 
Mes Kerman

Najbolji strijelac          : 
Reza Enayati
 (Esteghlal)  21 pogodak
```